# Kings and Desperate Men
Kings and Desperate Men ist ein kanadischer Spielfilm des Regisseurs Alexis Kanner aus
dem Jahr 1981. Kanner wirkte zudem als Drehbuchregisseur, Kameramann und Filmeditor.

## Handlung
John Kingsley, ein ehemaliger Schauspieler der in Montreal eine kontroverse Talkradio-Sendung hat, wird mit seiner Familie am Tag vor Weihnachten in seinem in einem Hochhaus befindlichen Studio von zwei Terroristen als Geisel genommen. Sie bringen Sprengladungen an und zwingen Kingsley live auf Sendung zu gehen, in der Hoffnung, einen ihrer inhaftierten Mitstreiter freizupressen. Es stellt sich heraus, dass Miller, der Wortführer der Terroristen ein ehemaliger Geschichtsprofessor ist. Während die Polizei das Gebäude umstellt, liefern sich Kingsley und Miller ein Nervenduell, das über Radio ausgestrahlt wird. Miller fordert einen neuen Prozess, in dem die Zuhörer die Geschworenen sind.

## Auszeichnungen
- 1983: Gold Hugo-Nominierung, Best Feature